# Filingué

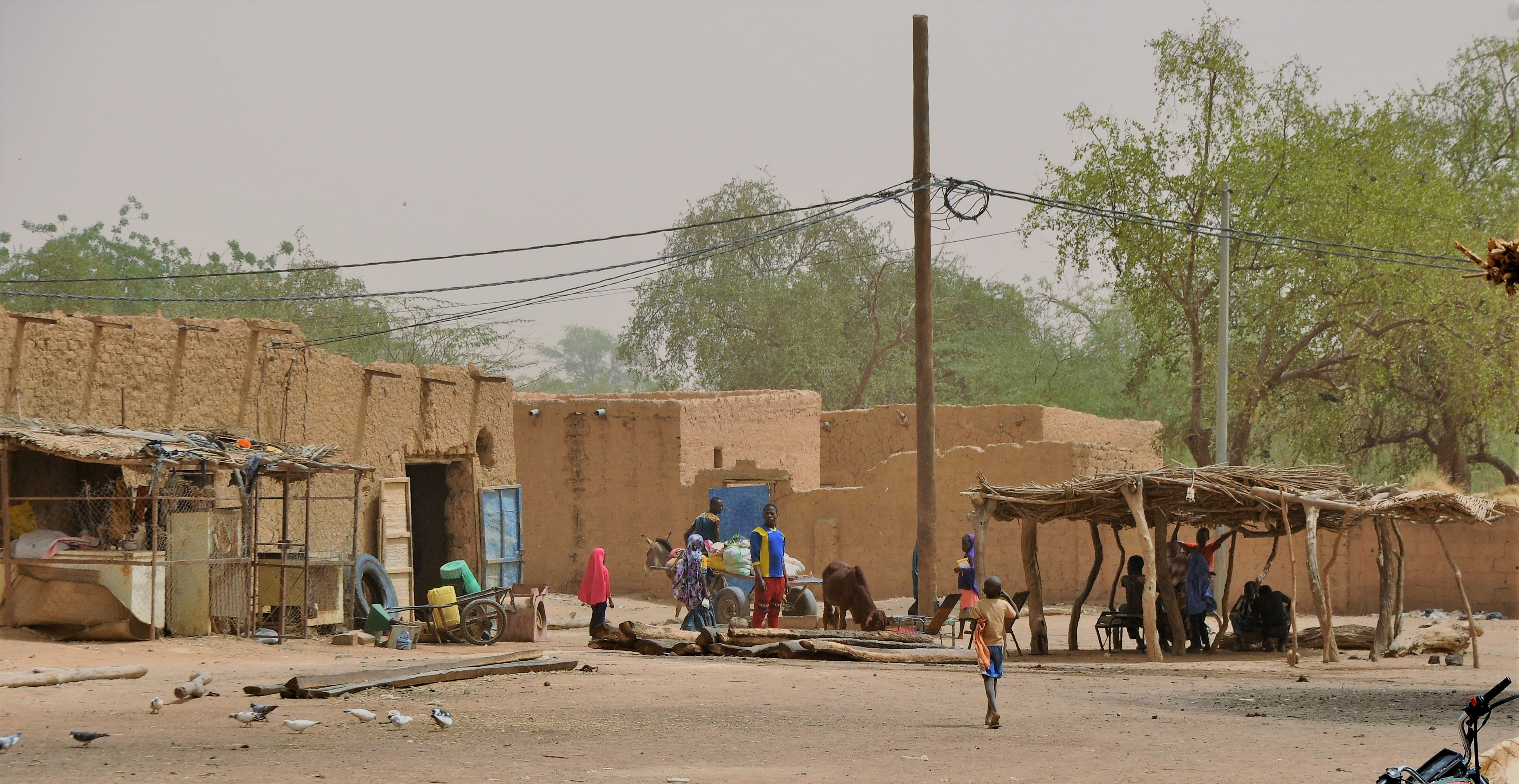
Scène quotidienne dans le centre-ville

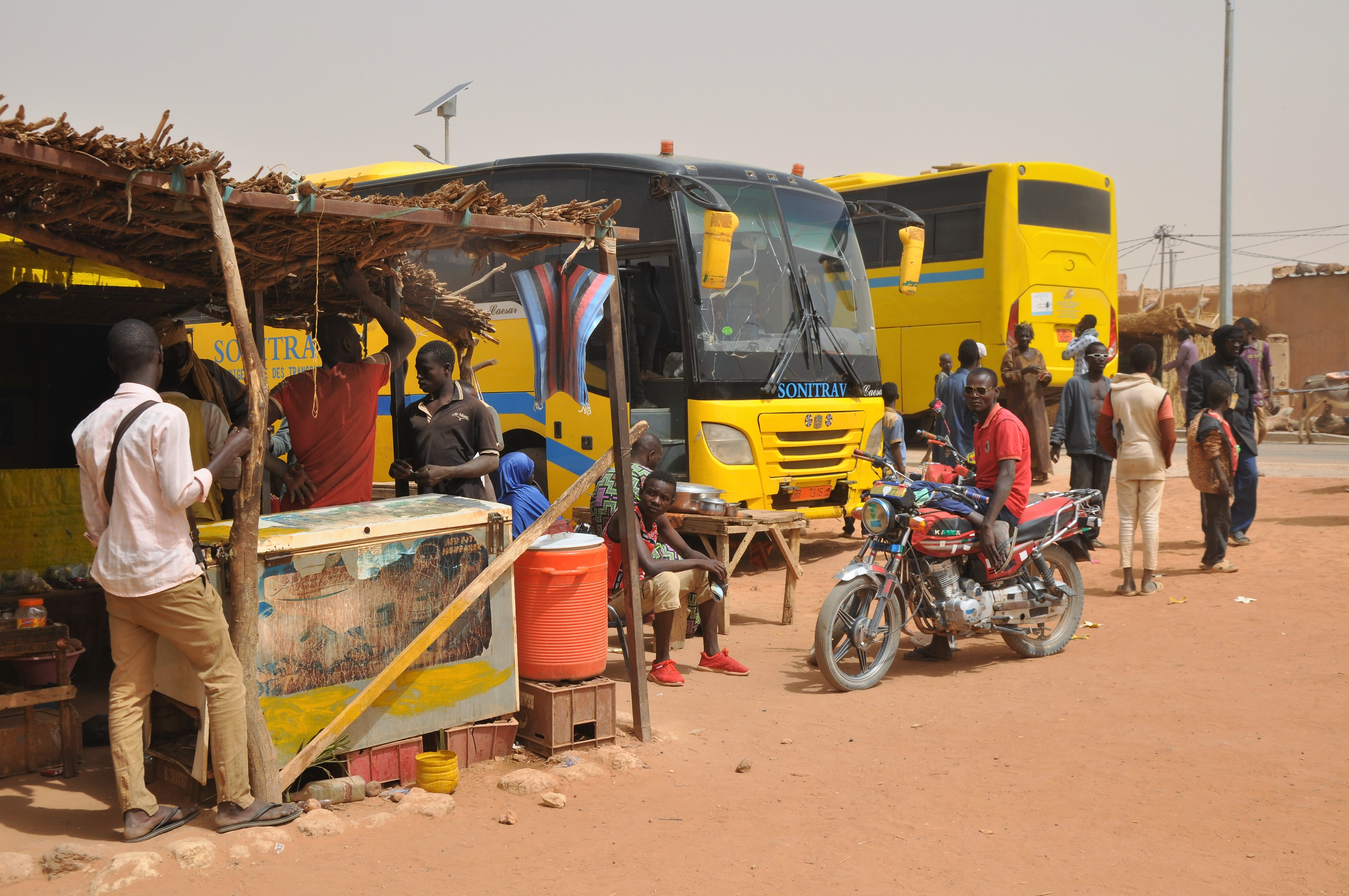
Personnes devant la gare routière de Sonitrav

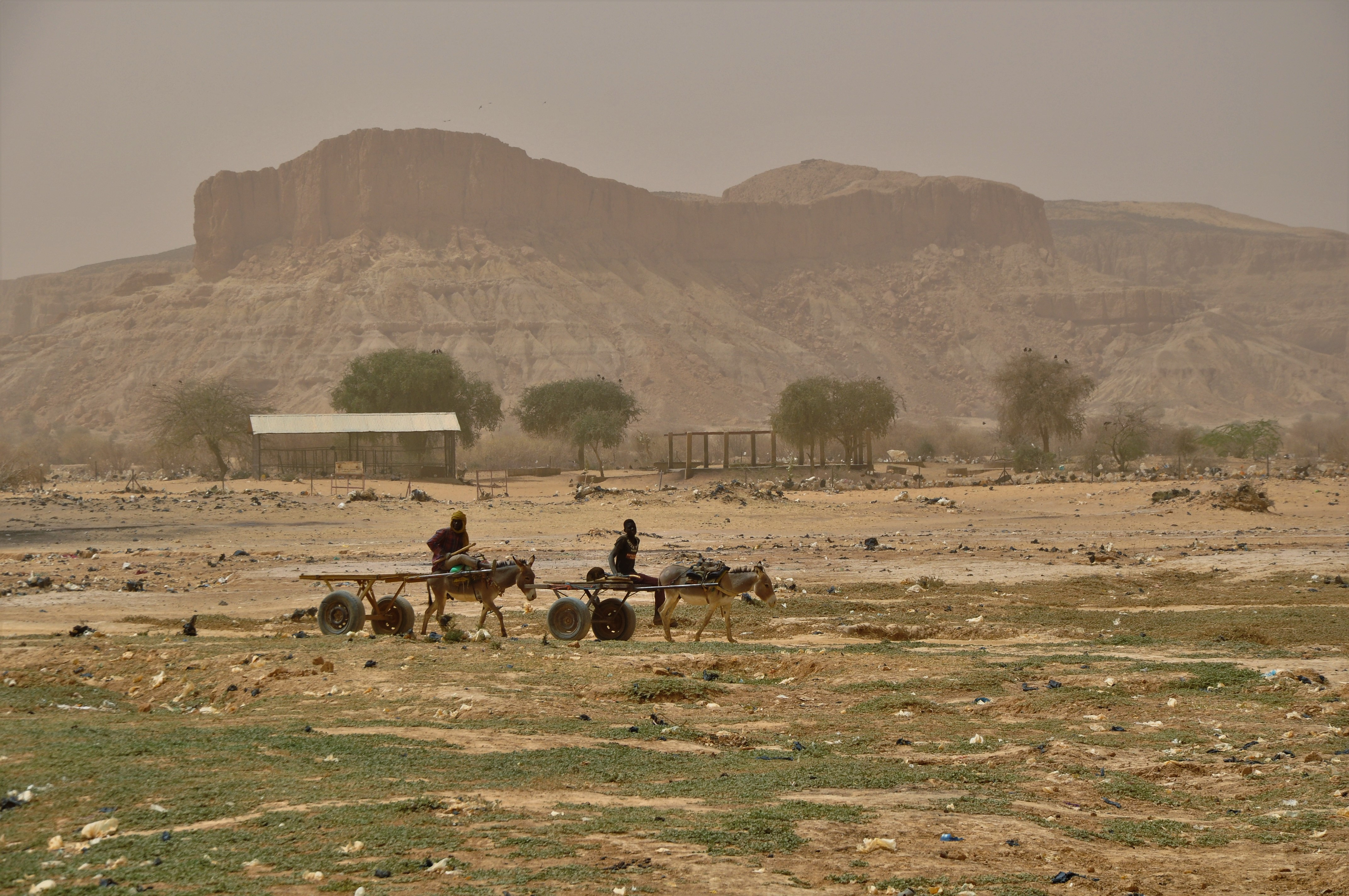
Vue depuis la partie ouest de la ville sur la vallée de Dallol Bosso en direction de l'escarpement

Filingué (Fili'n Igué ou Espace de Igué en langue haoussa) est le chef-lieu du département de Filingué, c'est aussi la capitale du Kourfey.
Il est situé à environ 183 km au nord-est de Niamey.

## Géographie

### Administration
Filingué est une commune urbaine du département de Filingué, dans la région de Tillabéri au Niger. C'est le chef-lieu de ce département.

### Situation
Filingué est située à environ 160 km au nord-est de Niamey, la capitale du pays  et à 200 km à l'est de Tillabéri.
| Banibangou  | Abala    | Abala           |
| Dingazi     | Filingué | Kourfeye Centre |
| Tondikandia | Imanan   | Tondikandia     |

## Histoire
La localité de Filingué est fondée dans la seconde moitié du XIXe siècle. Initialement située au pied d’une paroi rocheuse au bord du Dallol Bosso offrant des avantages pour sa défense dans cette région frontalière ou la population nomade du nord attaquait régulièrement les villages, et la population sédentaire du sud. 
Le poste militaire français de Filingué est établi en 1901, la localité devient à l'époque coloniale chef-lieu du district du Haut-Dallol Bosso. Pendant la famine d’Ize-Neere, qui a duré de 1900 à 1903, Tounfalis et Filingué ont été déplacés plus au centre du Dallol Bosso, qui avait été caractérisé auparavant par une végétation dense et inhospitalière. Aucun vestige de l’emplacement d’origine des établissements n’a été conservé. 
Filingué obtient le statut communal en 1972, puis celui de commune urbaine.

## Administrations et services
La ville, chef-lieu de département, abrite les services publics et administrations : (DD : Direction Départementale, CSI : Centre de santé intégré)
- Préfecture de Filingué
- Mairie de commune urbaine
- DD Etat-civil
- Hôpital régional
- CSI Jamaîque
- Inspection enseignement primaire
- Inspection enseignement secondaire
- Collège
- Maison des Jeunes et de la Culture
- Grand Marché

## Cultes
- Grande Mosquée de Filingué
- Grande Mosquée de Tounfalis

## Tourisme et culture
- Centre touristique Le Kourfeye

## Jumelage et coopérations
La ville est jumelée avec la ville de Athis-Mons (France) depuis 1997.
- Athis-Mons (France) depuis 1997

## Personnalités liées à la ville
- Abdourahamane Tiani (1964-?), président du Conseil National pour la Sauvegarde de la Patrie, Chef de l'État du Niger depuis le 26 juillet 2023 ;
- Mariama Cissé (1962-?), une juge nigérienne.